# علامة داهل
علامة داهل  (تعرف أيضًا بعلامة المفكر أو علامة الهدف) هي علامة سريرية حيث أن هناك مناطق داكنة (فرط التصبغ) وسميكة (فرط التقرن) في الجلد تُشاهد على الفخذ والكوع. تحدث هذه العلامة في المرضى الذين يعانون من مرض الانسداد الرئوي المزمن لفترة طويلة.
تحدث العلامة لأن المرضى الذين يعانون من هذا المرض يميلون إلى الجلوس إلى الأمام مع أذرعهم ترتكز على أفخاذهم، مما يؤدي إلى احمرار الجلد المزمن عند نقاط التماس. بمرور الوقت، يتم فرز ال هيموسيديرين من خلايا الدم الحمراء التب بدورها تحصر في الجلد مما يسبب تغير لون الجلد إلى البني.
احتباس الهواء في الرئتين لهؤلاء المرضى يؤدي إلى دفع الحجاب الحاجز لأسفل واستقامته، مما يقلل من تأثير انكماش عضلة الحجاب الحاجز أثناء الشهيق. الجلوس مع الانحناء الأمام يدفع محتويات البطن إلى أعلى، وزيادة انحناء الحجاب الحاجز وتحسين فعاليته.
متلازمة النفق المرفقي يمكن أن تحدث في المرضى الذين يعانون من علامة داهل
وصفت من قبل ك.ف. داهل في عام 1970